# Ливраско (Кремона)
Ливраско (итал. Livrasco) је насеље у Италији у округу Кремона, региону Ломбардија.
Према процени из 2011. у насељу је живело 175 становника. Насеље се налази на надморској висини од 51 м.